# Weser
Weser er en sejlbar flod i  den nordvestlige del af Tyskland, som er dannet ved sammenløb af floderne Fulda og Werra. Den er 480 km lang, og løber gennem delstaterne Hessen, Niedersachsen,
Nordrhein-Westfalen og  Bremen.
Weser begynder efter Werra-floden har mødt Fulda-floden. Her står på en ø i Fulda Weserstenen med et digt omhandlende de tre floder. Stenen er skænket af nogle lokale industrifolk i 1899.

## Forløb
Weser en af Tysklands hovedfloder. Den opstår ved foreningen af floderne Fulda og Werra ved Münden i den tidligere preussiske provins Hannover i en højde af 117 m over havet. Weser strømmer med mange bugter i en bred dal med nordlig og nordvestlig hovedretning gennem Weser-bjerglandet, hvis nordlige rand den gennembryder i den westfalske port oven for Minden. Den danner først for største delen grænsen mellem Hessen-Nassau og Hannover, skiller dernæst Westfalen fra Braunschweig, idet den berører byerne Beverungen, Höxter og Holzminden. Efter senere på en kort strækning at have skilt den tidligere fristat Lippe fra Westfalen træder den oven for Vlotho ganske over i denne, løber forbi Hausberge og Minden, oven for hvilken den træder ud i lavlandet, dernæst forbi Schlüsselburg, træder ind i Hannover, passerer Nienburg og Hoya, strømmer gennem fristaden Bremen og dens område og danner dernæst indtil sin udmunding i Nordsøen ved Bremerhaven grænsen mellem Oldenburg og Hannover. 
Tidligere dannede Weser et stærkt forgrenet delta, idet halvøen Butjadingen mellem Jadebusen og Weser var opløst i en mængde øer, adskilt af Wesers arme. Disse blev omkring 1450—1530 opdæmmede og tørlagte.

## Afvandingsområde
Wesers løb har en længde af 437 km, indtil Werras kilde af 712 km, dens afvandingsområde omfatter 46.000 km2. 

## Bifloder
Større bifloder optager Weser først i lavlandet, således i højre bred den sejlbare Aller med Leine, Wümme, Lune og Geeste, i venstre bred Aue og Hunte. 

## Flodtransport
Weser danner en vigtig vandvej for den tyske handel og er sejlbar til Bremen for skibe med indtil 5 m’s dybgang og indtil Münden for skibe af indtil 350 t. Skibsfarten var tidligere underkastet betydelige hindringer på grund af de mange stater, floden passerede, samt på grund af byernes stabelret og den heraf følgende told. 1823 undertegnede samtlige flodstater ifølge Wienerkongressen en skibsfartsakt, der fastslog skibsfartsfrihed fra Münden til mundingen og opstillede en fast Weser-told, der dog 1856 blev fuldstændig ophævet. 
Blandt de varer, der tidlligere blev fragtet af Weser, var ege- og bøgetræ, sten og plader, cement, Westfalens udsmeltningsprodukter, lærred, uld, tobak, glas og kolonialvarer. 